# Vicryl
El Vicryl o Novosyn poliglactina 910 es un tipo de sutura absorbible, sintética, multifilamentosa y entrelazada. Se indica para la aproximación y la ligadura de tejidos blandos, y mantiene su resistencia a la tracción por aproximadamente tres a cuatro semanas en el tejido, manteniendo el 60-65% de su fuerza de tensión a los 14 días y el 30% a los 28-30 días. El Vicryl también puede ser tratados de manera de obtener una cicatrización más rápida de tejidos o bien impregnados con triclosán para proporcionar protección antimicrobiana a la línea de sutura. 
El vicryl es una sutura muy usada en fascias y en vasos de pequeño calibre para hacer transfixiones, para hacer jaretas en apéndices, entre otros usos.
Aunque el término "Vicryl" es marca registrada de Ethicon, se ha generalizado como referencia a cualquier sutura sintética absorbible hecha principalmente de ácido poliglicólico. 
El vicryl se puede utilizar en la piel, pero su capilaridad debe ser bloqueada con un antibiótico tópico y debe ser retirada como cualquier otra sutura de piel. Si se utiliza en el sistema urinario, no se debe colocar donde tenga contacto con la orina.